# 光の国へ
『光の国へ』（ひかりのくにへ、The Secret Man）は、1917年のアメリカ合衆国のサイレント西部劇映画。監督はジョン・フォード、出演はハリー・ケリーとエディス・スターリングなど。
5つのリールの内2つは米国議会図書館 のフィルムアーカイブスに保管されている。